# لونغماير (مسلسل)
لونغماير (بالإنجليزية: Longmire) مسلسل دراما أمريكي. مبني على رواية «والت لونغماير»، بدأ عرضه على قناة أي & إي في 3 يونيو، 2012.
يتابع المسلسل حياة والت لونغماير شرطي برتية مأمور في مقاطعة أبساروكا، وايومينغ (خيالية)، الذي يعود للعمل بعد وفاة زوجته. بمساعدة إبنته وأصدقائه يعمل والت على التحقيق في قضايا جرائم القتل. بعد نهاية الموسم الثالث أعلنت قناة أي & إي على عدم تجديدها المسلسل لموسم رابع. في 19 نوفمبر، 2014، إشترى نتفليكس حقوق بثّ المسلسل، وطلب موسم رابع بدأ عرضه في اوآخر عام 2016 على نتفليكس.
في 2 نوفمبر، 2016، أعلن نتفليكس عن تجديد المسلسل لموسم سادس واخير من عشر حلقات سيعرض في اوآخر عام 2017.

## وصلات خارجية
- الموقع الرسمي
- لونغماير على موقع IMDb (الإنجليزية)
- لونغماير على موقع ميتاكريتيك (الإنجليزية)
- لونغماير على موقع روتن توميتوز (الإنجليزية)
- لونغماير على موقع نتفليكس (الإنجليزية)
- لونغماير على موقع كينوبويسك (الروسية)
- لونغماير على موقع ألو سيني (الفرنسية)
- لونغماير على موقع قاعدة بيانات الفيلم (الإنجليزية)